# 张华澜

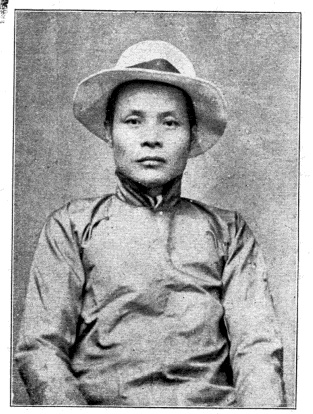
《民国之精华》中的張華瀾照片

张华澜（1879年—1956年），原名儒澜，字芷江，云南石屏县人，清朝、中华民国及中华人民共和国政治及军事人物，中国民主革命家，曾参加中国同盟会、中国国民党、中国国民党革命委员会。

## 生平
张华澜出生于一个书香门第，其曾祖父、祖父和父亲都为清朝举人。少年时，他是石屏州学诸生，后来随父亲到云南昆明入经正书院，获山长许印芳赏识。光绪二十三年（1897年），他中举人。光绪二十四年（1898年），他到北京参加会试，但因戊戌变法诏停科举，他遂返回云南。
回到云南后不久，他被选派到日本留学，入东京弘文学院。其间他加入中国同盟会。卒业归国后，他回到云南，任设在昆明的云南省会中等农业学堂、云南省两级师范学堂教员。其间，他还从事反清革命活动。
中华民国成立后，张华澜历任北京临时参议院议员、国会议员。袁世凯解散国会后，又于1915年12月称帝。张华澜遂回到云南参加讨袁护国起义。护国战争期间，他任护国军总司令部高级参谋，随蔡锷入四川，征讨四川将军陈宧。1916年袁世凯去世后，他回到北京继续任国会议员。1917年段祺瑞执政后，停止《中华民国临时约法》，解散国会，张华澜遂到广州参加孙中山领导的护法运动，组织非常国会，曾任孙中山大元帅府参议。段祺瑞失势后，国会第二次复会，张华澜再度到北京继续任国会议员。
1923年，曹锟贿选时，张华澜拒绝受贿，于国会召集的第二天到上海，直到曹锟失势才回到北京。
南京国民政府成立后，他曾任中国国民党中央党史史料编纂委员会名誉采访、监察院监察委员等职务。
中华人民共和国成立后，他加入中国国民党革命委员会，担任中国国民党革命委员会云南省委员会委员，并任云南省文史研究馆馆员。
1956年，张华澜逝世。

## 著作
- 张华澜，芷江诗文钞，1947年，铅印本